# Mohawk Valley Prowlers
Die Mohawk Valley Prowlers waren eine US-amerikanische Eishockeymannschaft aus Utica, New York. Das Team spielte von 1998 bis 2001 in der United Hockey League.

## Geschichte
Das Franchise der Dayton Ice Bandits aus der United Hockey League wurde 1998 von Dayton, Ohio, nach Utica, New York, umgesiedelt und in Mohawk Valley Prowlers umbenannt. Ihr größter Erfolg in ihrem dreijährigen Bestehen war das Erreichen der zweiten Runde der Playoffs um den Colonial Cup in der Saison 1999/2000. Nachdem sie den zweiten Platz in der Eastern Division belegt hatten, gewannen sie zunächst gegen die Missouri River Otters, ehe sie in Runde zwei am späteren Finalisten Quad City Mallards mit 1:4 Siegen in der Best-of-Seven-Serie scheiterten. In den Jahren 1999 und 2001 verpasste das Team jeweils die Playoffs. Im Anschluss an die Saison 2000/01 wurde das Franchise aufgelöst.

## Saisonstatistik
Abkürzungen: GP = Spiele, W = Siege, L = Niederlagen, T = Unentschieden, OTL = Niederlagen nach Overtime SOL = Niederlagen nach Shootout, Pts = Punkte, GF = Erzielte Tore, GA = Gegentore, PIM = Strafminuten
| Saison  | GP | W  | L  | T | OTL | SOL | Pts | GF  | GA  | Platz         | Playoffs                        |
| 1998/99 | 74 | 27 | 39 | — | —   | 8   | 62  | 214 | 300 | 4., Eastern   | nicht qualifiziert              |
| 1999/00 | 74 | 28 | 31 | — | —   | 15  | 71  | 254 | 295 | 2., Eastern   | Niederlage in der zweiten Runde |
| 2000/01 | 54 | 15 | 33 | — | —   | 6   | 36  | 153 | 253 | 4., Northeast | nicht qualifiziert              |

## Team-Rekorde

### Karriererekorde
Spiele: 173  Bobby Ferraris
Tore: 52  Chris Palmer
Assists: 63  Nic Beaudoin
Punkte: 113  Chris Palmer
Strafminuten: 645  Andre Payette

## Bekannte Spieler
- Árpád Mihály